# Begonia carpinifolia
Espèce
Synonymes
- Begonia carpinifolia var. rubroinvolucrata auct.[1]
- Gireoudia carpinifolia (Liebm.) Klotzsch[1]

Begonia carpinifolia est une espèce de plantes de la famille des Begoniaceae.
L'espèce fait partie de la section Ruizopavonia.
Elle a été décrite en 1852 par Frederik Michael Liebmann (1813-1856).

## Répartition géographique
Cette espèce est originaire des pays suivants : Costa Rica ; Panama.

## Liste des variétés
Selon Tropicos (6 février 2017) :
- variété Begonia carpinifolia var. rubro-involucrata hort.